# Kostel Panny Marie Pomocnice křesťanů (Nida)
Kostel blahoslavené Panny Marie Pomocnice křesťanů v Nidě (litevsky Nidos Švč. Mergelės Marijos Krikščionių Pagalbos bažnyčia) je římskokatolický kostel v Nidě. Nachází se na Kurské kose v Nerinze v Klaipėdském kraji v západní Litvě.

## Další informace
Římskokatolický kostel v Nidě byl postaven ve stylu prosklenné dřevěné moderní architektury a jeho architekti jsou Ričardas Krištapavičius a Jurgis Algimantas Zaviša. Je to první a jediný katolický kostel v historii Nidy, neboť katoličtí věřící se dříve scházeli v místním evangelickém kostele. Původně měl kostel stát vedle majáku v Nidě na kopci Urbo kalnas, ale z důvodů ochrany přírody Národního parku Kurská kosa to bylo zamítnuto. Nakonec byl kostel postaven blízko centra Nidy na adrese Taikos gatvės 17. Dne 4. května 2000 biskup Antanas Vaičius posvětil základní kámen a slavnostní otevření kostela se konalo 14. června 2003. Stavba kombinuje prvky tradiční přímořské architektury s moderními prvky. Jedním z hlavních akcentů je rákosová střecha a bílá prosklená věž se zvonem a bílým křížem. Varhany jsou počítačové a pocházejí z Nizozemska. Zvon váží cca 1,5 tuny, byl vyroben v Polsku a je na něm citát:
| „ | Skambėk, garsusis varpe, tarp jūros kopų, kviesk ir guosk Neringos žmones, tegul Viešpaties, mūsų Dievo, malonė su mumis tebūna: padaryk mūsų rankų darbus sėkmingus, palaimink mūsų triūsą. | Zazvoň, ó slavný zvone, mezi mořskými dunami svolávej a potěš lid Neringy, a milost Pána, našeho Boha, ať je s námi, ať se daří dílu našich rukou, požehnej naší námaze. | “ |

Pod kostelem je společenská farní místnost a kaple a u kostela je postaven amfiteátr, který se po otevření a zvednutí oken a dveří stává součástí kostela. Vnitřní i vnější prostory budovy jsou také občasně využívány pro pořádání kulturních aj. akcí.

## Galerie

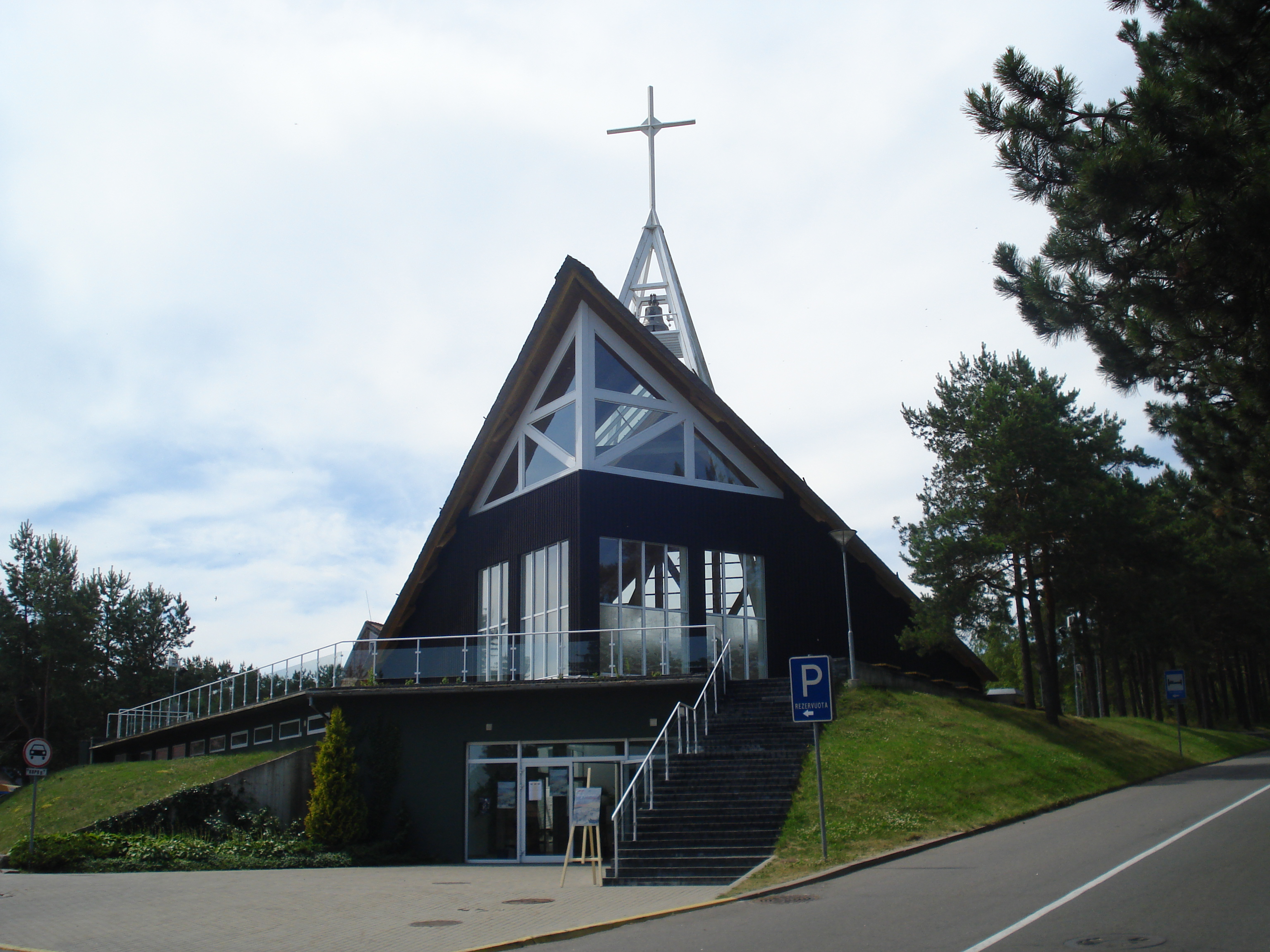
Celkový pohled na kostel
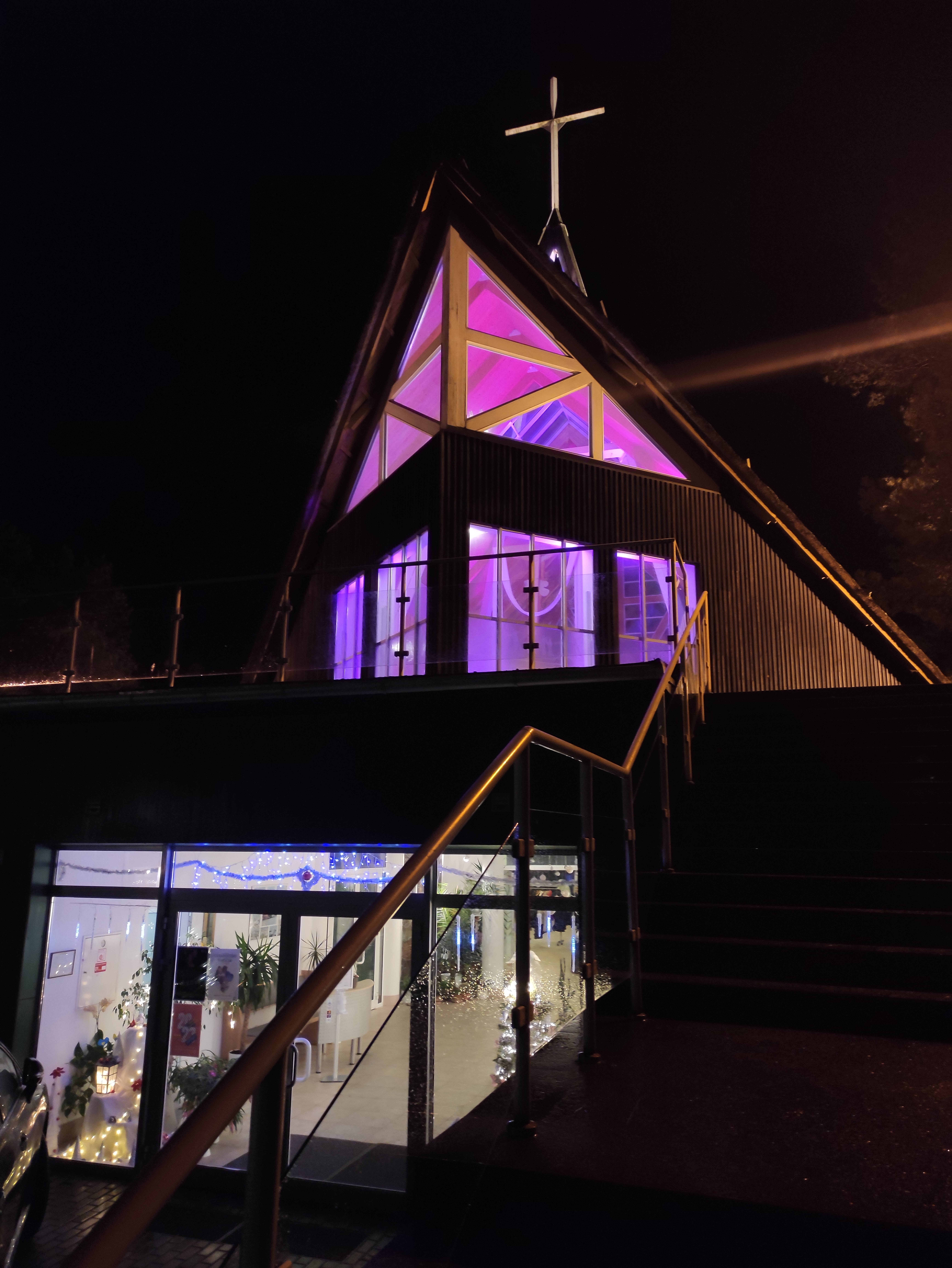
Osvětlení kostela v noci
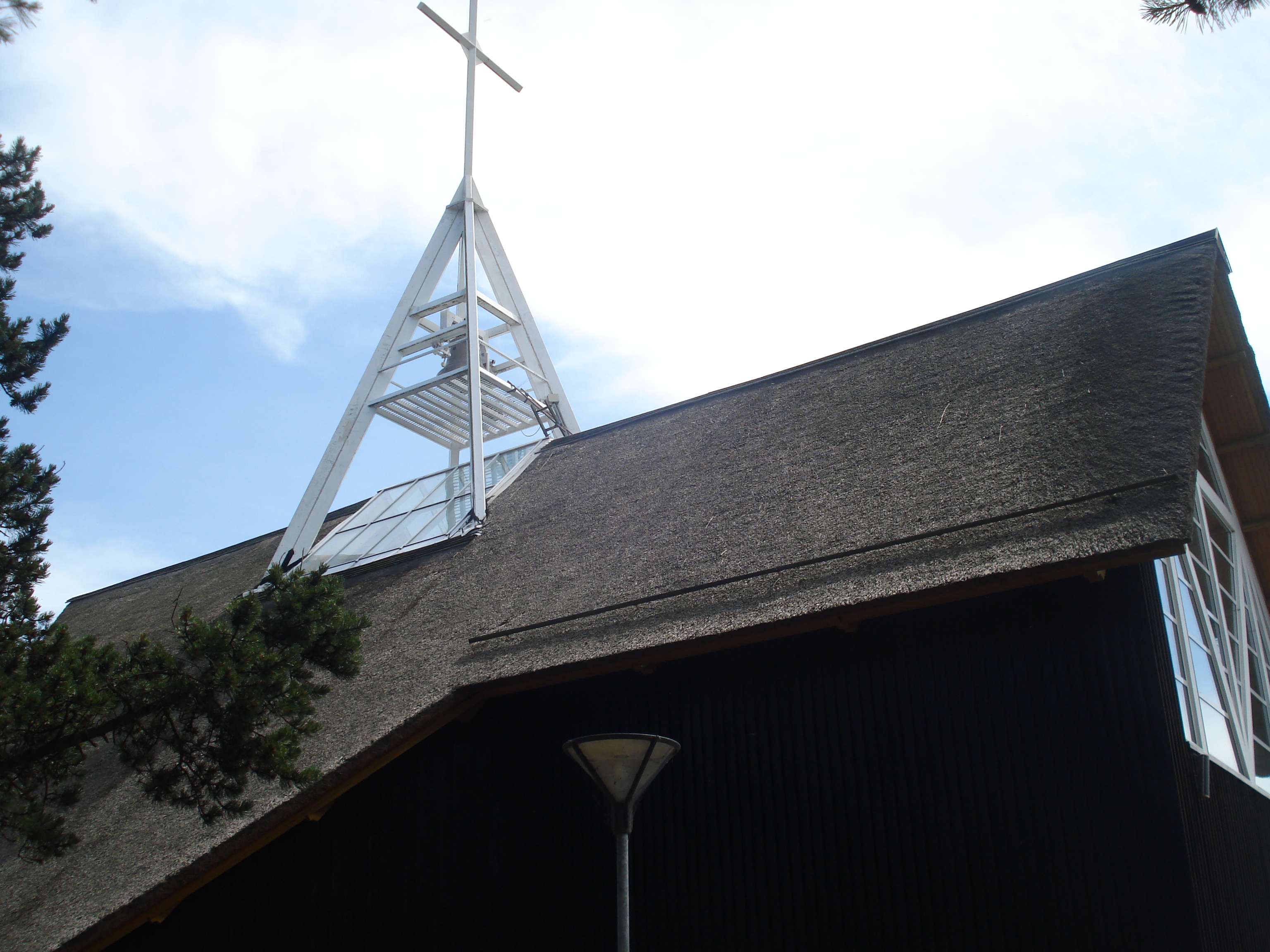
Věžička kostela
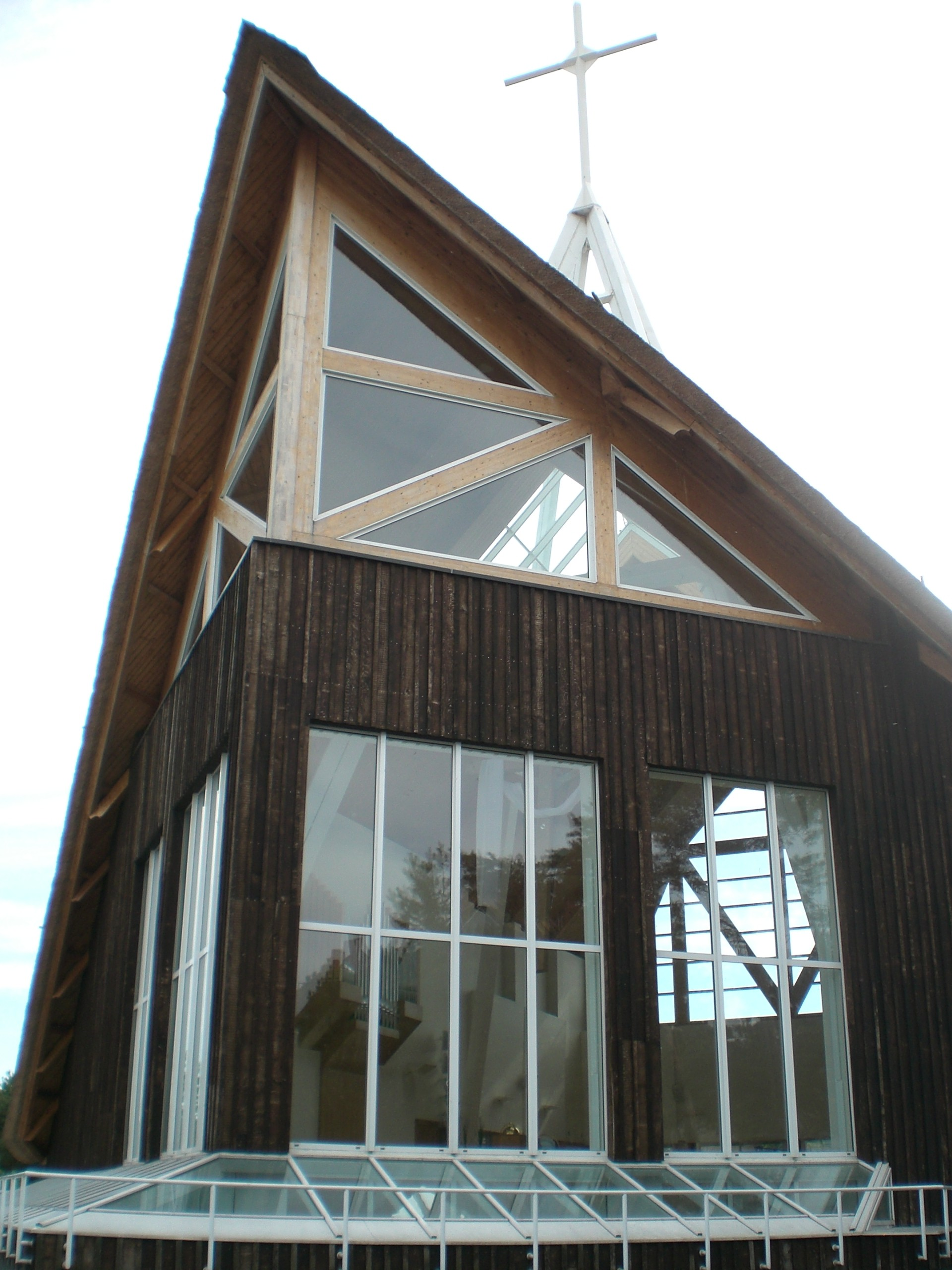
Vitráž
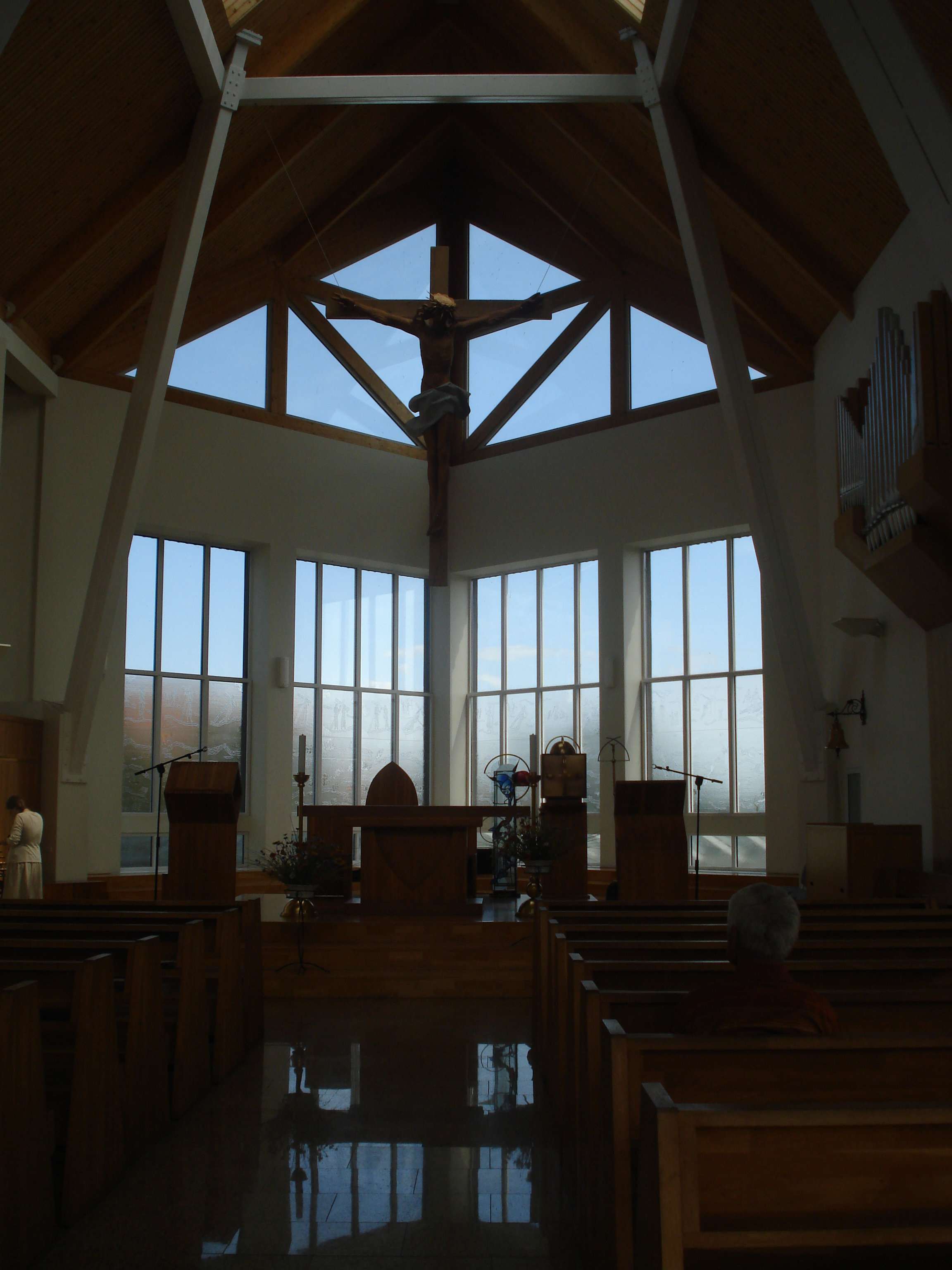
Interiér kostela
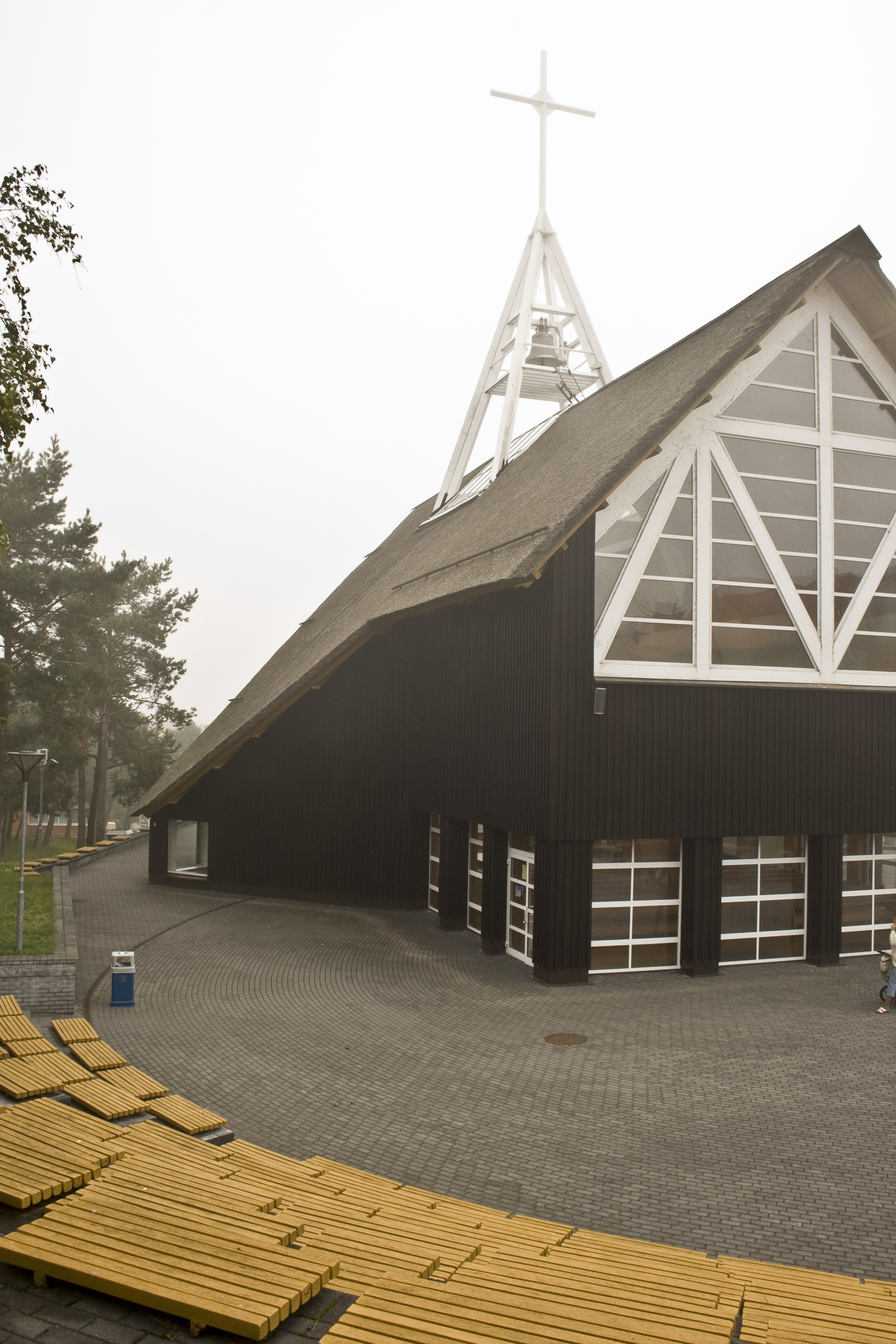
Věžička kostela